# Epictia phenops
Espèce
Synonymes
- Stenostoma phenops Cope, 1875
- Epictia goudotii phenops (Cope, 1875)

Epictia phenops est une espèce de serpents de la famille des Leptotyphlopidae.

## Répartition
Cette espèce se rencontre au Honduras, au Guatemala et au Mexique au Veracruz, en Tabasco, au Campeche, au Yucatán, au Quintana Roo, au Chiapas, au Oaxaca et au Querétaro.

## Publication originale
- Cope, 1876 "1875" : On the Batrachia and Reptilia of Costa Rica : With notes on the herpetology and ichthyology of Nicaragua and Peru. Journal of the Academy of Natural Sciences of Philadelphia, sér. 2, vol. 8, p. 93–154 (texte intégral).